# 세가락메추라기
세가락메추라기는 도요목 세가락메추라기과에 속하는 새이다.

## 생김새
홍채는 황백색이고 가슴은 주황색이다. 다리와 부리는 노란색이다. 가슴옆과 옆구리, 날개덮깃에 둥근 반점들이 있다. 날 때 보이는 날개덮깃은 황갈색이다. 암컷이 수컷보다 뒷목의 주황색이 더 넓다. 어린새는 가슴의 주황색과 날개덮깃의 둥근 반점이 성조보다 흐리다. 목과 가슴에 흑갈색 줄무늬가 있다.

## 생태
파키스탄 북부, 인도, 중국 남부에서 동북부, 우수리, 북한에서 번식하고 중국 남부 등지에서 월동을 한다. 한국에서는 적은 수가 통과하는 나그네새이다. 

농경지와 풀밭에서 서식하며 조용히 움직인다. 놀라면 빠르게 날아올랐다가 가까운 곳에 내려앉아 풀밭 속에 숨는다. 먹이로는 풀시, 어린 순, 곤충류 등을 먹는다. 번식기가 되면 암컷끼리 싸움이 일어나며 암컷이 수컷을 불러들여 짝짓기를 한다.